# Qiu, Handan
Qiu, även romaniserat Kiuhsien, är ett härad som lyder under Handans stad på prefekturnivå i Hebei-provinsen i norra Kina. Orten tillhörde tidigare Shandong-provinsen.